# Aphis elatinoidei
Aphis elatinoidei är en insektsart som beskrevs av Nevsky 1929. Aphis elatinoidei ingår i släktet Aphis och familjen långrörsbladlöss. Inga underarter finns listade i Catalogue of Life.